# The High and the Mighty
The High and the Mighty, Brasil: Um Fio de Esperança / Portugal: Alto e Poderoso, é um filme do gênero catástrofe estadunidense de 1954 dirigido por William A. Wellman. O roteiro foi baseado no romance homônimo de Ernest K. Gann. O elenco do filme foi encabeçado por John Wayne, que também foi co-produtor. O compositor Dimitri Tiomkin venceu o Óscar de trilha sonora original.
O filme faz parte da lista dos 1000 melhores de todos os tempos do The New York Times.

## Elenco

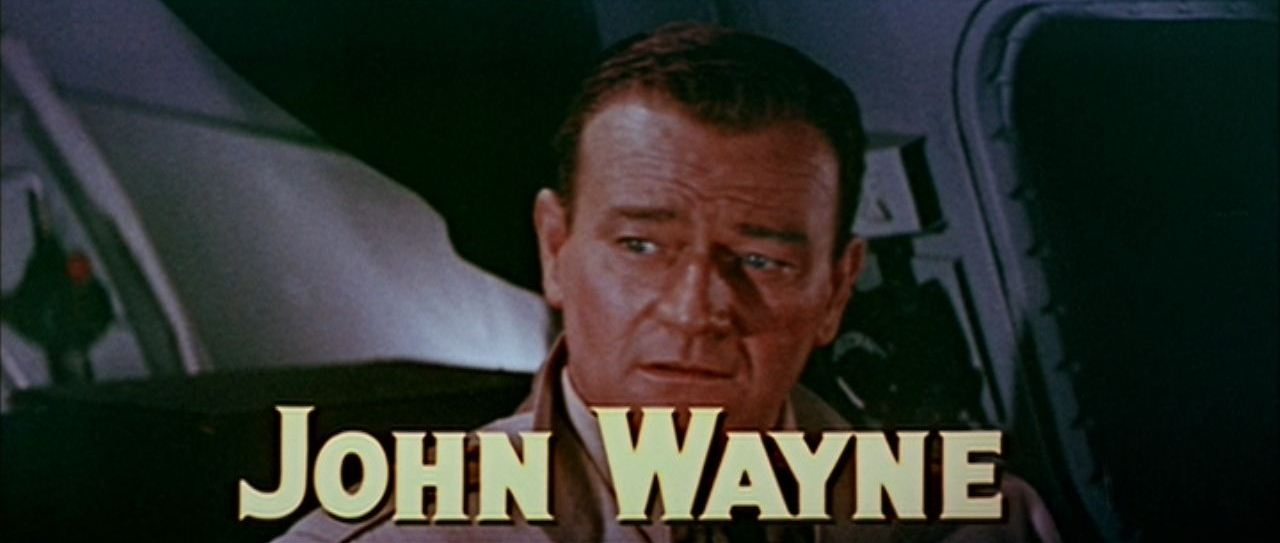
Dan Roman, copiloto
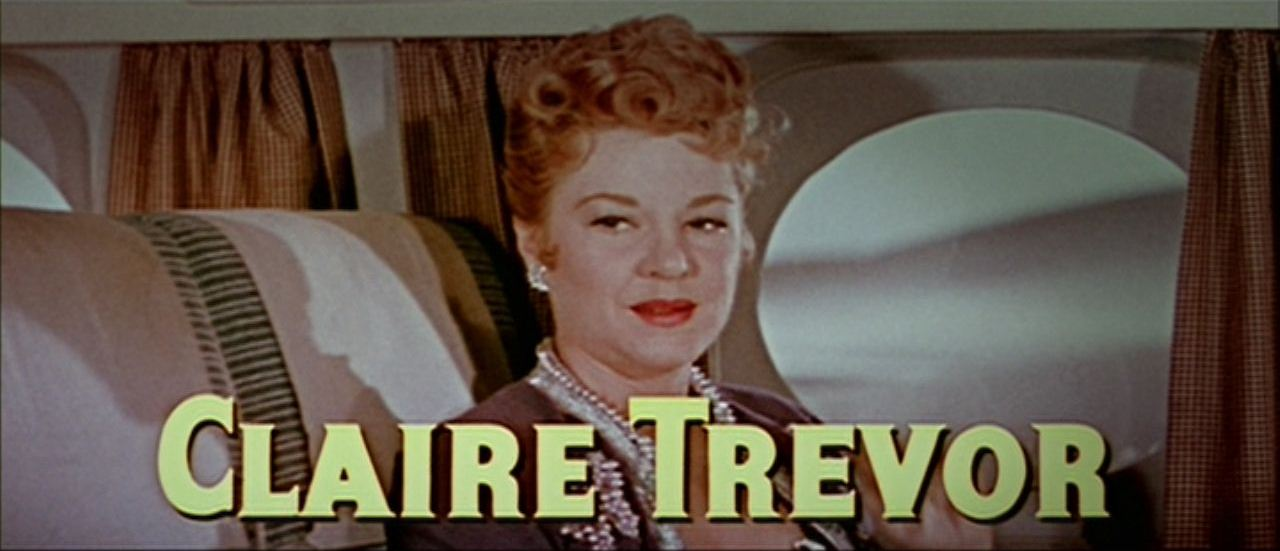
May Holst
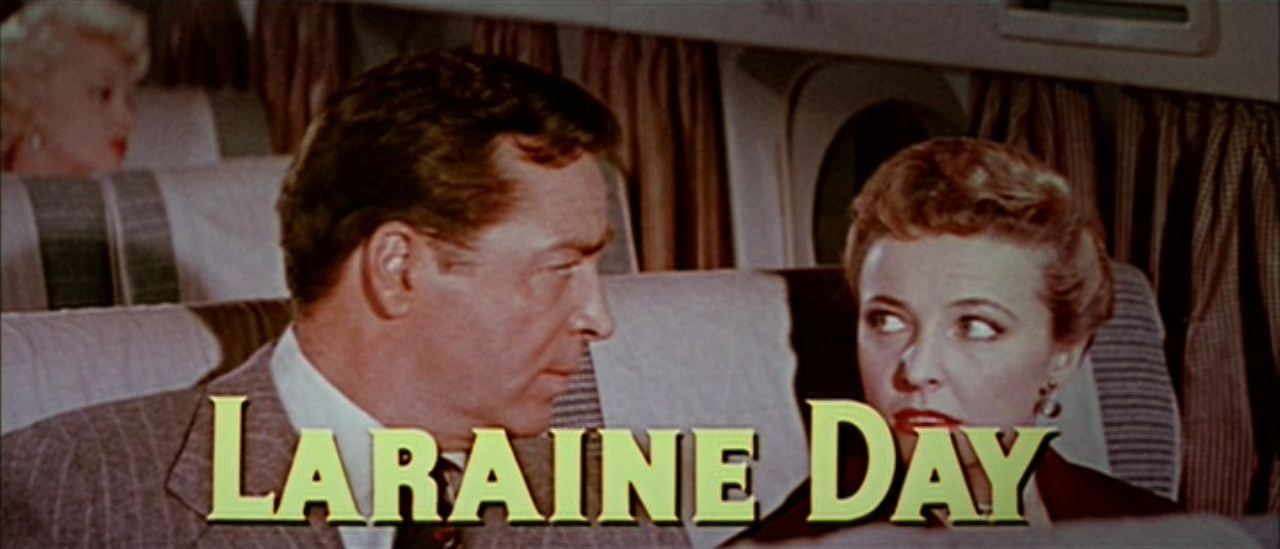
Lydia Rice
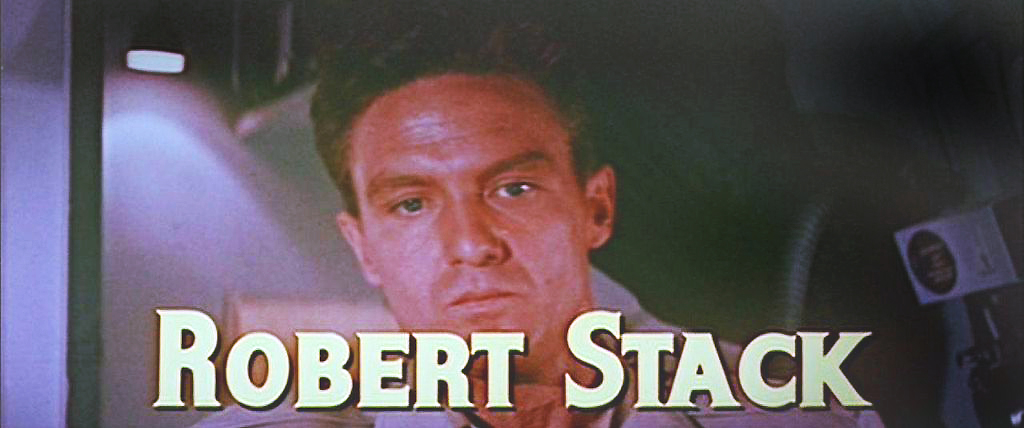
Capitão John Sullivan
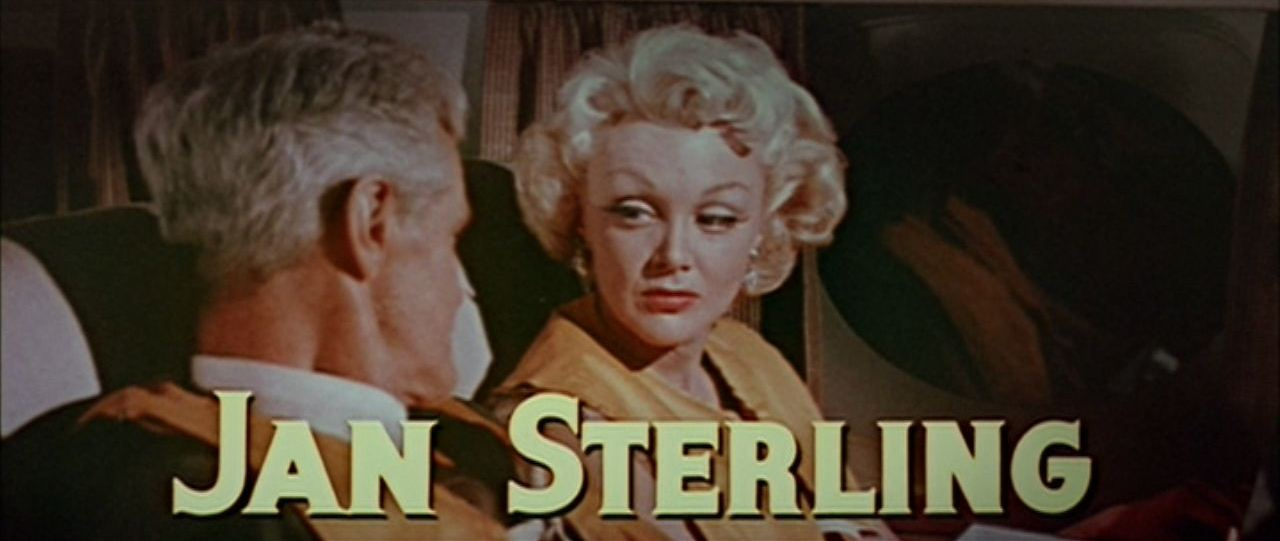
Sally McKee
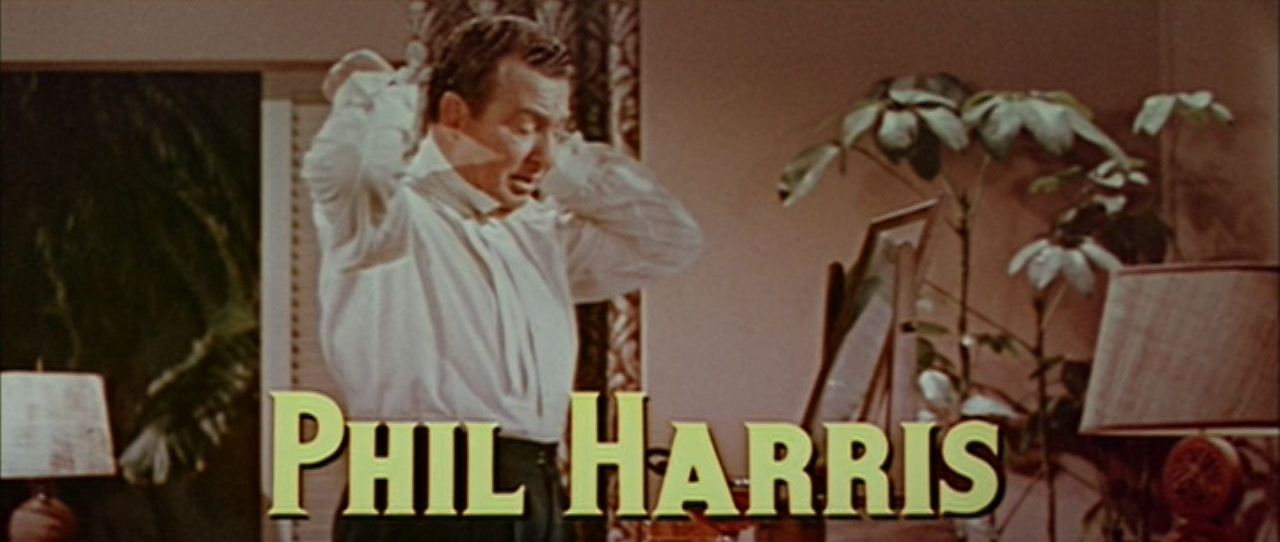
Ed Joseph
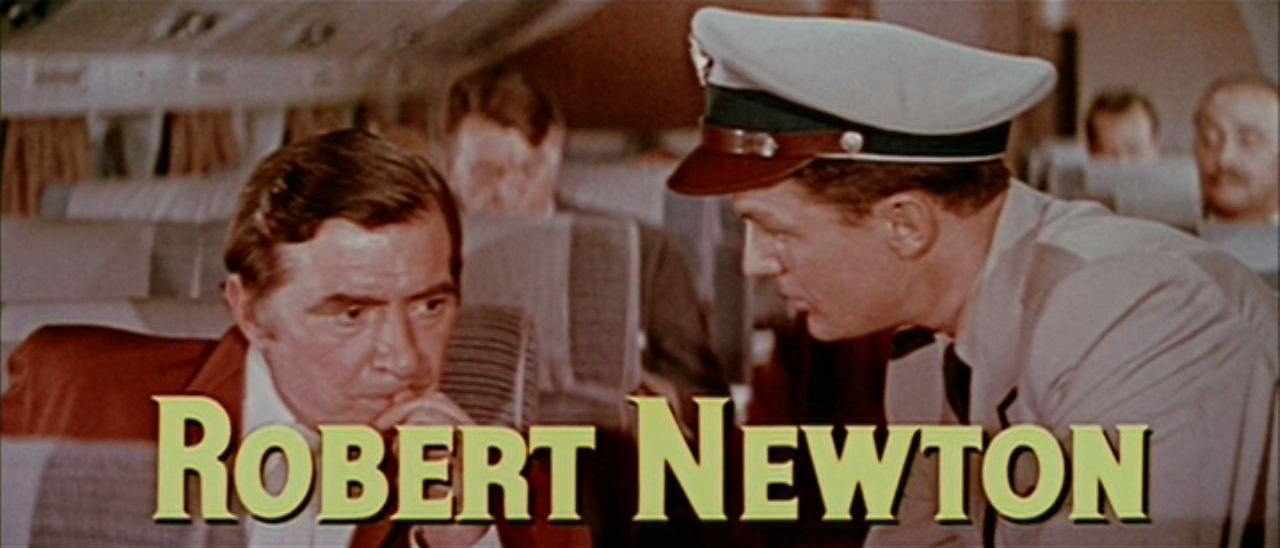
Gustave Pardee
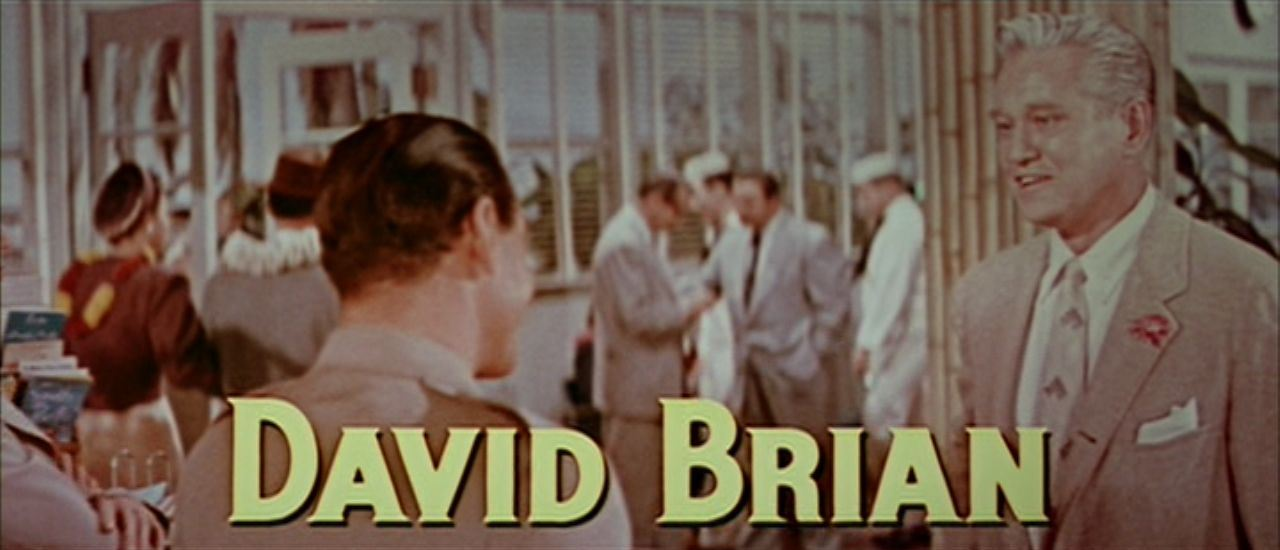
Ken Childs
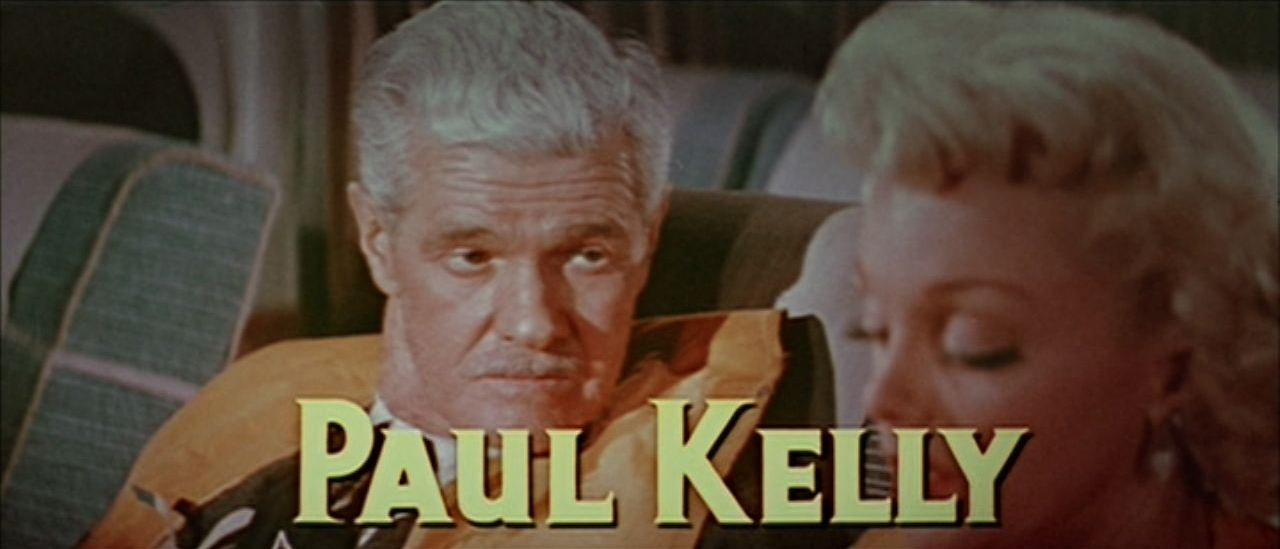
Donald Flaherty
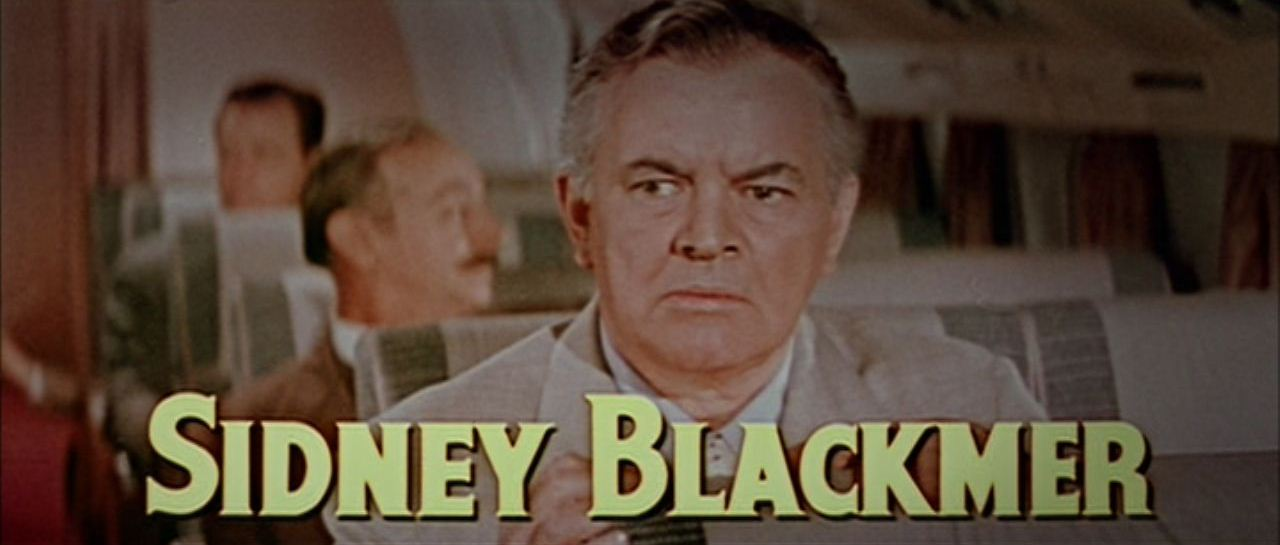
Humphrey Agnew
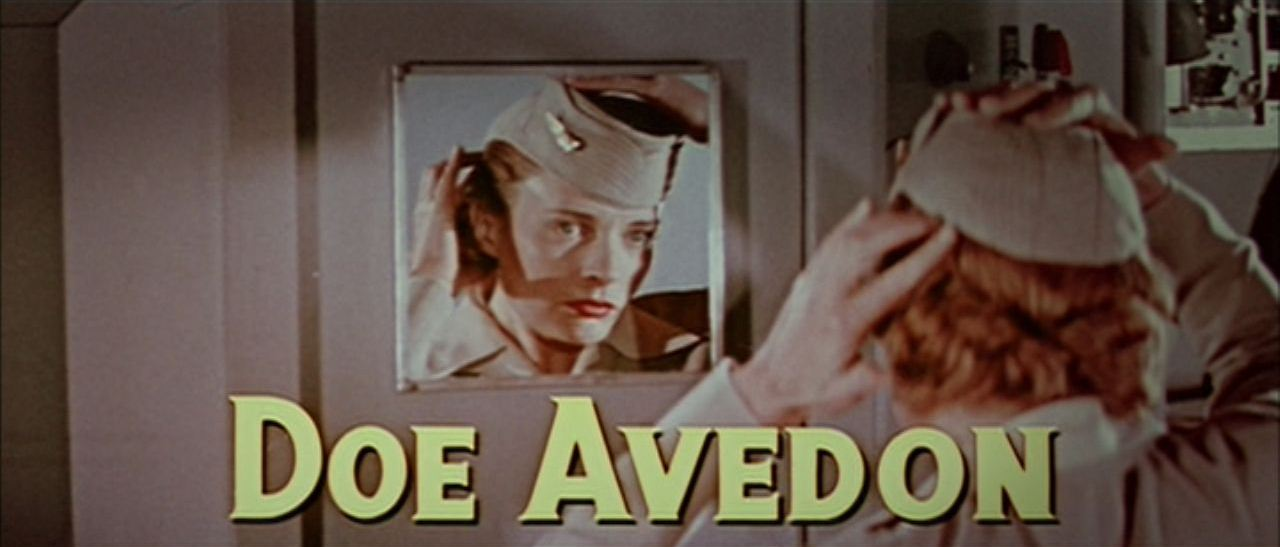
Aeromoça Spalding

### Outros[2]
- Ann Doran...Senhora Joseph
- Julie Bishop...Lillian Pardee
- Pedro Gonzalez-Gonzalez...Gonzales, Operador de rádio amador do SS Cristobal Trader
- John Howard...Howard Rice
- Wally Brown...Lenny Wilby (Navegador)
- William Campbell...Hobie Wheeler (Segundo oficial)
- John Qualen...José Locota
- Paul Fix...Frank Briscoe
- George Chandler...Ben Sneed (Chefe em Honolulu)
- Joy Kim...Dorothy Chen
- Michael Wellman...Toby Field
- Douglas Fowley...Alsop (Agente da TOPAC, Honolulu)
- Regis Toomey...Tim Garfield (Chefe das operações da TOPAC em San Francisco)
- Carl "Alfalfa" Switzer...Keim, piloto do resgate
- Robert Keys...Tenente Mowbray, piloto do resgate
- William Dewolf Hopper...Roy (noivo de Sally McKee)
- William Schallert...Funcionário da TOPAC em San Francisco
- Julie Mitchum...Susie Wilby
- Karen Sharpe...Nell Buck
- John Smith...Milo Buck
- Robert Easton (não creditado) funcionário da TOPAC em Honolulu

## Sinopse
Em Honolulu, um avião DC-4 se prepara para decolar para San Francisco, com 17 passageiros e cinco tripulantes. O ex-comandante Dan Roman, um veterano piloto conhecido por seu hábito de assoviar e mancar quando anda, foi o único sobrevivente de um acidente aéreo na América do Sul, no qual era o comandante e que morreram sua esposa e filho. O comandante Sullivan receia a responsabilidade. Os demais tripulantes, o jovem segundo oficial Hobie Wheeler e o veterano navegador Lenny Wilby, contrastam energia e experiência. A aeromoça Spalding atende aos passageiros, cada um deles com seus problemas pessoais e diferentes comportamentos. O último a entrar a bordo é Humphrey Agnew, que causará tumulto devido a uma diferença pessoal com um dos passageiros, o rico playboy Ken Childs. Após o avião ter ultrapassado a metade do caminho, há um problema mecânico numa das hélices que gera vazamento de combustível. O comandante acha que terá que pousar na água, o que tornaria quase impossível o resgate devido às más condições do tempo, enquanto Dan pensa em arriscar chegar ao aeroporto.

## Produção

### Roteiro

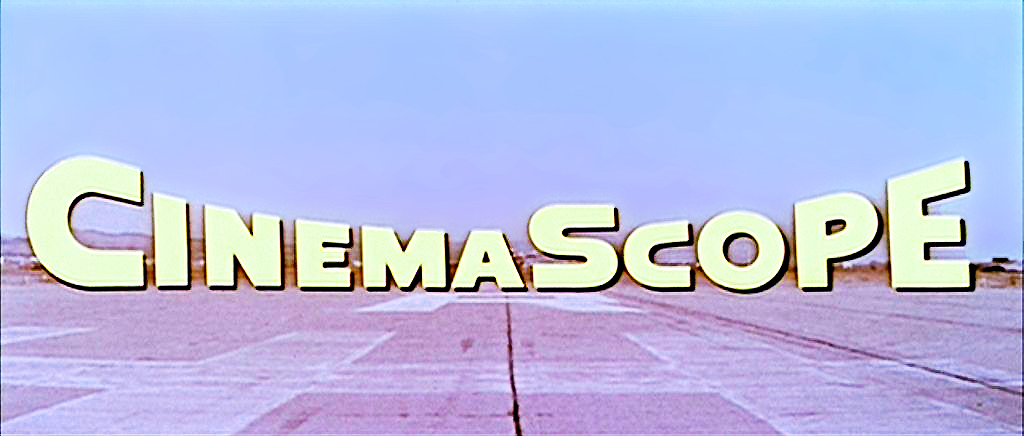
John Wayne insistiu no uso do CinemaScope, mesmo o diretor Wellman tendo reclamado das câmeras durante as filmagens, qualificando-as como "pesada e de difícil controle"

Após Wayne e Robert Fellows terem se associado em 1952, fundando a Wayne-Fellows Productions, trabalharam em vários filmes incluindo Big Jim McLain, Plunder of the Sun e Island in the Sky. Em 1953, o diretor William Wellman lançava Island in the Sky quando soube que o roteirista Ernest Gann escrevia outra história de aviação. Gann conversou sobre a trama com Wellman, e o diretor se ofereceu para ajudá-lo a vendê-la. Wellman foi até a Wayne-Fellows Productions e a vendeu por 55.000 dólares para Gann e o roteiro por dez por cento da bilheteria. Wayne também concordou em dar a Wellman 30 por cento da bilheteria como salário de diretor, com a condição de que fosse produzido em CinemaScope. O processo em tela panorâmica envolvia o uso de lentes anamórficas para um filme de 35 mm. Wellman disse que a câmera CinemaScope era "pesada e de difícil controle", preferindo utilizar a estação e a câmera num único lugar. Uma vez que The High and Mighty utilizaria um cenário com espaço reduzido, Wellman não precisaria de muita flexibilidade para compor as tomadas. Ele contratou William H. Clothier  com quem trabalhara anteriormente em muitos filmes, como iluminador (apenas da segunda unidade; Archie Stout, que tinha uma longa parceria com Wayne, permaneceu como o iluminador principal). Ernest K. Gann escreveu o texto original que tanto o romance como o roteiro se basearam, o que resultou que a adaptação do livro, inclusive os diálogos, ficara bem próxima.
The High and the Mighty foi realizado num momento delicado da aviação civil. Jack Warner não queria o filme, pois não achava que o público se interessaria por uma trama de 100 minutos de duração envolvendo passageiros num avião. William Wellman tinha reservas sobre as tramas "íntimas" que recheavam a produção, preferindo se concentrar no avião e nos pilotos, mas, quando da aprovação do roteiro final, ele concordou com a estrutura que voltava a filmes do tipo Grand Hotel.

### O avião

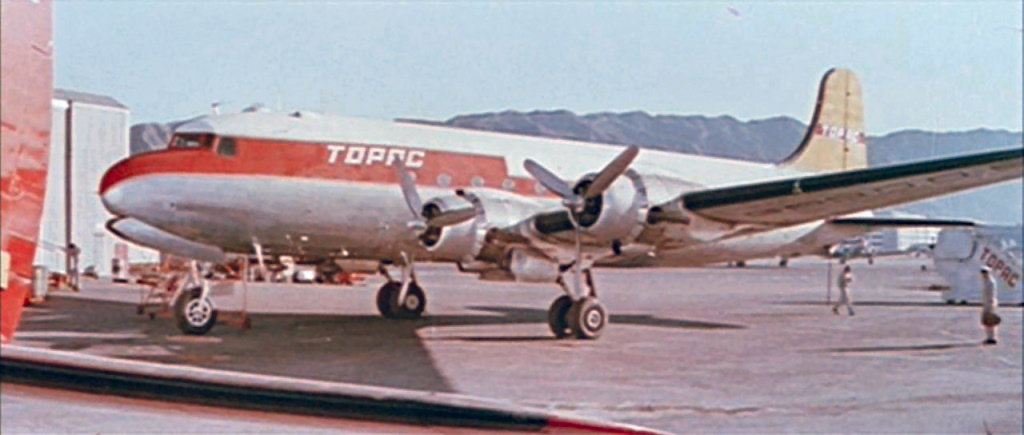
O avião DC4

O Douglas DC-4 (N4665V) usado para as filmagens nas cenas de voo diurnas e na pista de Honolulu era um antigo C-54A-10-DC construído para transporte militar em 1942 em Long Beach, Califórnia pela Douglas Aircraft Company. As tomadas exteriores e as sequências de voo foram realizadas em novembro de 1953, quando o avião estava sendo operado pela Transocean Airlines, sediada em Oakland, Califórnia (1946–1962), e era o maior em operação na aviação civil estadunidense das aeronaves C-54 recicladas na década de 1950, apelidado de "Rainha Africana". Ernest K. Gann escreveu o texto original enquanto voava num DC-4 da Transocean na rota Hawaii-Califórnia. A companhia fictícia do filme,  "TOPAC", teve o nome pintado sobre o logo nas cores vermelha, amarelo e branca da Transocean.
O diretor das operações aéreas da Transocean Airlines,Bill Keating, foi o dublê nos voos do filme. Ele fora recomendado por Gann. Durante a pré-produção, Keating se envolveu num quase-acidente quando simulava a emergencial aterrissagem noturna do clímax do filme. Após muitas aproximações, Wellman pediu por mais uma tomada, com a aeronave chegando mais próxima do chão. Keating acatou, pegando algumas luzes de emergência com o trem de pouso antes de arremeter de volta. Wellman brincou que o acidente ficaria bem em outro filme.
Um segundo C-54 foi equipado com uma grande porta dupla de carga  usada para acomodar material em paletes. Serviu para algumas tomadas do avião danificado no chão. Uma hélice incendiada com a boca retorcida com uma inclinação de 30° foi instalada na asa esquerda do avião, para representar os danos que derrubaram a aeronave. As cenas exteriores do aeroporto foram realizadas em Glendale, Califórnia  e em Burbank, Califórnia, onde o cenário da porta de embarque foi construída para replicar a verdadeira. Cenas adicionais foram feitas no Aeroporto Internacional de Oakland, incluídas as de todo o embarque, aquecimento dos motores, manobras e decolagem nas sequências de abertura. As cenas externas noturnas e os danos na asa foram feitas num estúdio com miniaturas. A cabine dos passageiros e do interior da tripulação, foram realizadas em cenários construídos no estúdio da Warner Bros.

### Filmagens
As gravações começaram em 16 de novembro de 1953 e continuaram até 11 de janeiro de 1954. A maioria do elenco que fazia os passageiros, ficou sentada por semanas, e não gostou da experiência. Claire Trevor reclamou que foi "um filme sombrio de fazer". Durante o tempo frio, o estúdio não era adequadamente aquecido e o elenco também sofreu desconforto com isso. Wayne e Stack não enfrentaram esse problema pois suas cenas eram separadas e ficavam no cenário confortável da cabine de pilotagem. Outras cenas adicionais ocorreram em San Francisco e no Hotel Real Havaiano, na Praia de Waikiki no Havaí.
Num determinado ponto das filmagens, Wayne tentou interferir na direção. Wellman discutiu publicamente com ele: "Olhe, você vem aqui atrás da câmera fazer o meu trabalho, e ficará tão ridículo como se eu fosse para a frente e imitar a voz de maluco, o andar de fada e ser Duque Wayne". Apesar das discussões iniciais no set, os dois mantiveram um relacionamento positivo e voltariam a trabalhar juntos em outros filmes como Track of The Cat e Blood Alley.
O destaque dos aviões em The High and the Mighty levou a inclusão de dois registros de eventos incomuns: o curto período em que a Guarda Costeira dos Estados Unidos utilizou uma variante da Fortaleza Voadora B-17 (PB-1G ou "Dumbo"), como aeronave de resgate e um rápido lançamento do experimento da Marinha americana com um foguete derivado da V-1, a versão Republic-Ford JB-2 (primitivo míssil de cruzeiro) numa área de testes atômicos. O uso dos motores com pistão em voos oceânicos era um elemento-chave do roteiro.
Wellman, um experimentado piloto na vida real, propôs manter o ponto de vista da equipe de apoio em San Francisco, da viagem da aeronave, que voava do Oeste para o Leste. Assim, aparece o voo na tela da direita para a esquerda, exceto nas tomadas da aterrissagem.
A produção foi inicialmente orçada em 1.32 milhões de dólares mas excedeu esse montante, chegando a 1.47 milhões. Para a direção, Wellman recebeu 100 mil dólares e uma percentagem dos lucros. Wayne ganhou 175 mil e uma porcentagem da bilheteria.

### Elenco
A montagem do elenco de The High and the Mighty foi problemática pois não estavam previstos verdadeiros "protagonistas" no roteiro. Assim, muitos dos maiores nomes de Hollywood da época não aceitaram convites para o elenco, pois achavam que os papéis não fossem "grandes" o suficiente. Estrelas como Barbara Stanwyck, Dorothy McGuire, Ginger Rogers, Ida Lupino e Joan Crawford rejeitaram partes do filme  Wellman finalizou os convites trazendo atores menos conhecidos para o elenco. Fora oferecido a Spencer Tracy o papel de Dan Roman mas ele desistiu pois, segundo Wellman, achara o roteiro péssimo enquanto o assistente do diretor Andrew McLaglen declarou que amigos de Tracy contaram que ele passava por um período ruim e se desculpara pelo filme. Sem Tracy, Jack Warner ameaçou retirar o financiamento da Warner Bros. se não houvesse outro substituto à altura. Wellman convenceu o produtor John Wayne a pegar o papel de Tracy. Wayne mais tarde afirmou que não gostara de sua atuação. McLaglen relembra: "Ele disse, 'Bem, eu nunca tenho nenhuma história de amor.' Eu disse 'Isso é a maior história de amor que já foi escrita '". McLaglen e Wayne discordaram sobre a atuação do ator, mas Wayne nunca ficou feliz com sua performance.
Para o segundo papel masculino, Wayne o tinha prometido a seu amigo Bob Cummings, que era piloto e também fora recomendado por Wellman. Na entrevista com Robert Stack, o diretor ficou convencido que um não-piloto poderia interpretar melhor o drama na cabine de pilotagem. A recusa de Stanwyck desagradou especialmente ao diretor, que sempre a tratou como "animal de estimação".
The High and the Mighty e Island in the Sky utilizaram-se muito de elenco e equipe técnica em comum. Além de Wayne, seis outros atores apareceram em ambas as produções: Regis Toomey, Paul Fix, Carl Switzer, Ann Doran, George Chandler e Michael Wellman.

### Música
O compositor Dimitri Tiomkin musicou o filme e foi autor da canção-tema "The High and the Mighty". Foi apelidada de "The Whistling Song" porque John Wayne a assobiava durante o filme. Chegou ao topo das paradas e permaneceu por semanas, aumentando os lucros da produção. Os produtores de Hollywood perceberam que o título do filme em uma canção de sucesso poderia atrair público aos cinemas.

## Influências

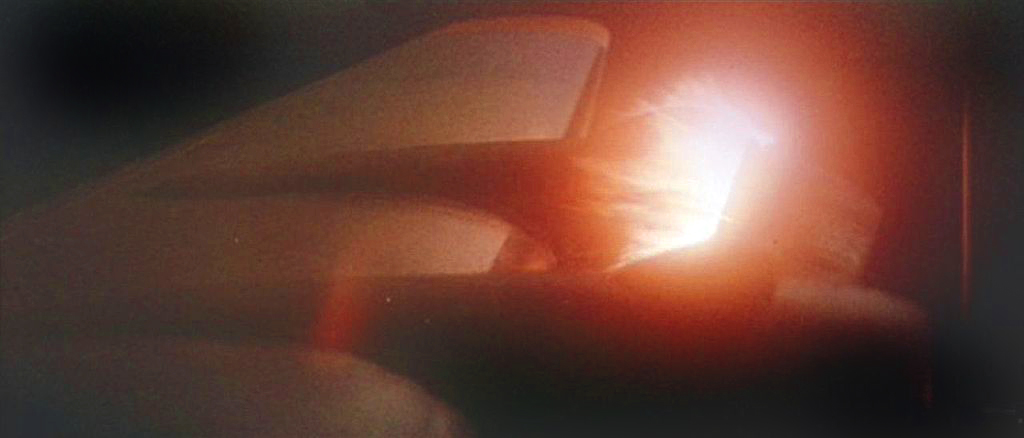
A cena de passageiros e tripulação assustados com um incêndio nos motores influenciou o gênero dos filmes de catástrofes

The High and the Mighty foi produzido quase duas décadas antes de Airport e suas sequências, além da comédia Airplane!, que trouxe Robert Stack parodiando a si mesmo. A trama de desastre influenciaria os filmes The Poseidon Adventure (1972), The Towering Inferno (1974), The Hindenburg (1975) e Titanic (1997). O filme foi o único que Wayne coproduziu e estrelou, prática incomum até as décadas de 1980 e 1990.

### Premiação
| Prêmio         | Categoria                | Nome                             | Situação |
| -------------- | ------------------------ | -------------------------------- | -------- |
| Academy Awards | Trilha Sonora Original   | Dimitri Tiomkin                  | Venceu   |
| Academy Awards | Melhor Atriz Coadjuvante | Jan Sterling                     | Indicada |
| Academy Awards | Melhor Atriz Coadjuvante | Claire Trevor                    | Indicada |
| Academy Awards | Melhor diretor           | William A. Wellman               | Indicado |
| Academy Awards | Melhor Editor            | Ralph Dawson                     | Indicado |
| Academy Awards | Melhor canção original   | Dimitri Tiomkin e Ned Washington | Indicado |
| Globo de Ouro  | Melhor atriz coadjuvante | Jan Sterling                     | Venceu   |